# Gächlingen
Gächlingen est une commune suisse du canton de Schaffhouse.

## Géographie

Vue aérienne par Walter Mittelholzer (1923).

Selon l'Office fédéral de la statistique, la superficie de  Gächlingen est de 7,15 km2.

## Démographie
Selon l'Office fédéral de la statistique, Gächlingen compte 791 habitants en 2008. Sa densité de population atteint 110 hab./km2.
Le graphique suivant résume l'évolution de la population de Gächlingen entre 1850 et 2008 :